# Joe Benjamin
Joseph Rupert (Joe) Benjamin (Atlantic City, 4 november 1919 – Livingstone, New Jersey, 26 januari 1974) was een Amerikaanse jazz-bassist, die in verschillende muzikale stijlen en settings uit de voeten kon en op talloze platen meespeelde. Hij werkte met de grootste jazzmusici, onder wie Louis Armstrong en Duke Ellington.

## Biografie
Benjamin speelde aanvankelijk viool, maar stapte later over op de contrabas. Hij begon zijn loopbaan bij Mercer Ellington (1946) en Billy Taylor (1950) en was vanaf 1951 actief in allerlei bigbands, zoals die van Artie Shaw, Fletcher Henderson en Sy Oliver. In 1952 speelde hij met trompettist Dizzy Gillespie in Parijs en in de periode 1952-1953 begeleidde hij zangeres Sarah Vaughan. Hij werkte daarna kort met, opnieuw, Gillespie en pianist Arnold Ross. Hij baste in het trio van Mal Waldron en begeleidde Billie Holiday en Ella Fitzgerald, onder meer op het Newport Jazz Festival. In 1957 toerde Benjamin met Gerry Mulligan in Europa. In 1958 vormde hij een duo met Ellis Larkins. ook was hij kort bassist in het kwartet van Dave Brubeck. In maart 1959 begeleidde hij Billie Holiday tijdens haar laatste opnames. Benjamin werkte in de jaren vijftig verscheidene keren met Louis Armstrong en heeft met de trompettist veel opnames gemaakt.
In de jaren zestig was hij bassist op talloze opnames, van bijvoorbeeld Coleman Hawkins, Eric Dolphy,  Max Roach, Roland Kirk, Harry Sweets Edison, Joya Sherrill, Joe Williams, Clark Terry, Sonny Stitt, Kenny Burrell, Oscar Brown, Jr. en Wild Bill Moore. Benjamin was een van de laatste basspelers van Duke Ellington en speelde mee op verschillende suiten van de bandleider.

## Discografie (selectie)
met Sarah Vaughan
- In The Land of Hi-Fi, Emarcy records

met Louis Armstrong
- Louis and the Angels, MCA, 1957

met Dizzy Gillespie
- Plays in Paris, RCA Victor

met Roland Kirk
- Kirk's Work, Prestige, 1961

met Duke Ellington
- My People, 1963 (uitgekomen in 1969)
- Intimate Ellington, Concord (uitgekomen in 1977)
- New Orleans Suite, Atlantic Records, 1970
- Afro-Eurasian Eclipse, Fantasy, 1971
- Togo Brava Suite, United Artists, 1971
- Up in Duke's Workshop, 1972
- Live at the Whitney, Impulse! Records,
- Ellington Suites (opnames 1971/1972), Pablo Records, 1976

- Biblioteca Nacional de España: XX1546892
- Bibliothèque nationale de France: cb138913497 (data)
- Gemeinsame Normdatei: 134326059
- International Standard Name Identifier: 0000 0000 7690 0778
- Library of Congress Control Number: n80144178
- MusicBrainz: 7ec27748-5886-464d-8e65-8f221f658ef3
- Nationale Bibliotheek van Tsjechië: xx0074879
- Nationale Bibliotheek van Israël: 987010984273505171
- Istituto Centrale per il Catalogo Unico: DDSV011454
- Système universitaire de documentation: 156624702
- Virtual International Authority File: 85790625
- WorldCat: E39PBJmP9xgMJRXgtmpwgRRqcP